# Shinsei Hattori
Shinsei Hattori (en japonés: 服部辰成, Hattori Shinsei; 13 de mayo de 2004) es un deportista japonés que compite en judo. Ganó una medalla de plata en el Campeonato Asiático de Judo de 2024, en la categoría de –66 kg.

## Palmarés internacional
| Campeonato Asiático | Campeonato Asiático | Campeonato Asiático | Campeonato Asiático |
| Año                 | Lugar               | Medalla             | Categoría           |
| ------------------- | ------------------- | ------------------- | ------------------- |
| 2024                | Hong Kong (China)   | Medalla de plata    | –66 kg              |